# Stade vélodrome de Lanester
Le stade vélodrome de Lanester est un projet non réalisé de stade couvert consacré au cyclisme sur piste et à l'athlétisme et situé à Lanester dans le Morbihan, en France.

## Historique

### Genèse du projet
Le projet d'un vélodrome couvert voit le jour en 1998 dans la région de Lorient. Le stade du Moustoir qui sert alors de stade vélodrome pour l'agglomération doit être agrandi lorsque le club de football qui l'utilise par ailleurs, Football Club Lorient-Bretagne Sud, accède en en première division en 1998. Cette expansion se fait aux dépens de la piste cycliste qui est détruite, mais Jean-Yves Le Drian, alors maire de Lorient, promet qu'un nouvel équipement consacré au cyclisme verrait le jour.
Un premier projet est présenté aux élus de l'agglomération du pays de Lorient en 2002, consacré uniquement au cyclisme, mais il est jugé comme étant insuffisamment d'intérêt communautaire, et n'est pas accepté. Un second projet est proposé en 2008, mais le projet qui reste très proche du projet initial est encore refusé. Un nouveau projet est présenté l'année suivante et inclut comme dans le cas du vélodrome de Bordeaux un espace multisport ; il est alors soutenu par le milieu de l'athlétisme local et fédère plus de soutiens.

### Décision de réalisation
Fin 2009, le projet dispose de suffisamment de soutiens pour être présenté aux élus de l'agglomération. Il peut profiter du développement du Grand Prix cycliste de Plouay dans la région, et il est un temps question que des équipes étrangères puissent l'utiliser dans le cadre de leur préparation aux Jeux olympiques de Londres en 2012. Il rencontre cependant l'opposition d'élus de l'Union démocratique bretonne qui voient d'autres priorités à réaliser au préalable, et d'autres élus de Guidel et de Larmor-Plage qui voient eux aussi d'autres priorités à financer.
Le financement de la région et de l'État est obtenu le 31 mars 2008 dans le cadre du contrat de projet État-Région 2007-2014. L'agglomération du pays de Lorient vote le financement du projet le 11 décembre 2009, suivit le 20 janvier 2011 par les élus du conseil général du Morbihan. Le budget de 17 millions d'euros est alors réparti entre la région pour 5 millions d'euros, et l'État, le département, et l'agglomération du pays de Lorient pour 4 millions d'euros chacun.
Les modalités du concours d'architectes arrêtées par le conseil d'agglomération le 6 juillet 2012 visent à sélectionner quatre équipes.
Le projet est finalement abandonné en fin d'année 2013,,.